# Liste der Monuments historiques in Vauréal
Die Liste der Monuments historiques in Vauréal führt die Monuments historiques in der französischen Gemeinde Vauréal auf.

## Liste der Bauwerke
| Bezeichnung                             | Beschreibung | Standort             | Kennzeichnung | Schutzstatus | Datum | Bild           |
| --------------------------------------- | ------------ | -------------------- | ------------- | ------------ | ----- | -------------- |
| Allée couverte du Cimetière aux Anglais |              | Les Loctaines (Lage) | PA00080221    | Classé       | 1969  | weitere Bilder |
| Friedhofskreuz                          | 1607         | (Lage)               | PA00080222    | Classé       | 1932  | weitere Bilder |
| Kirche Notre-Dame-de-l’Assomption       |              | (Lage)               | PA00080223    | Inscrit      | 1926  | weitere Bilder |

## Liste der Objekte

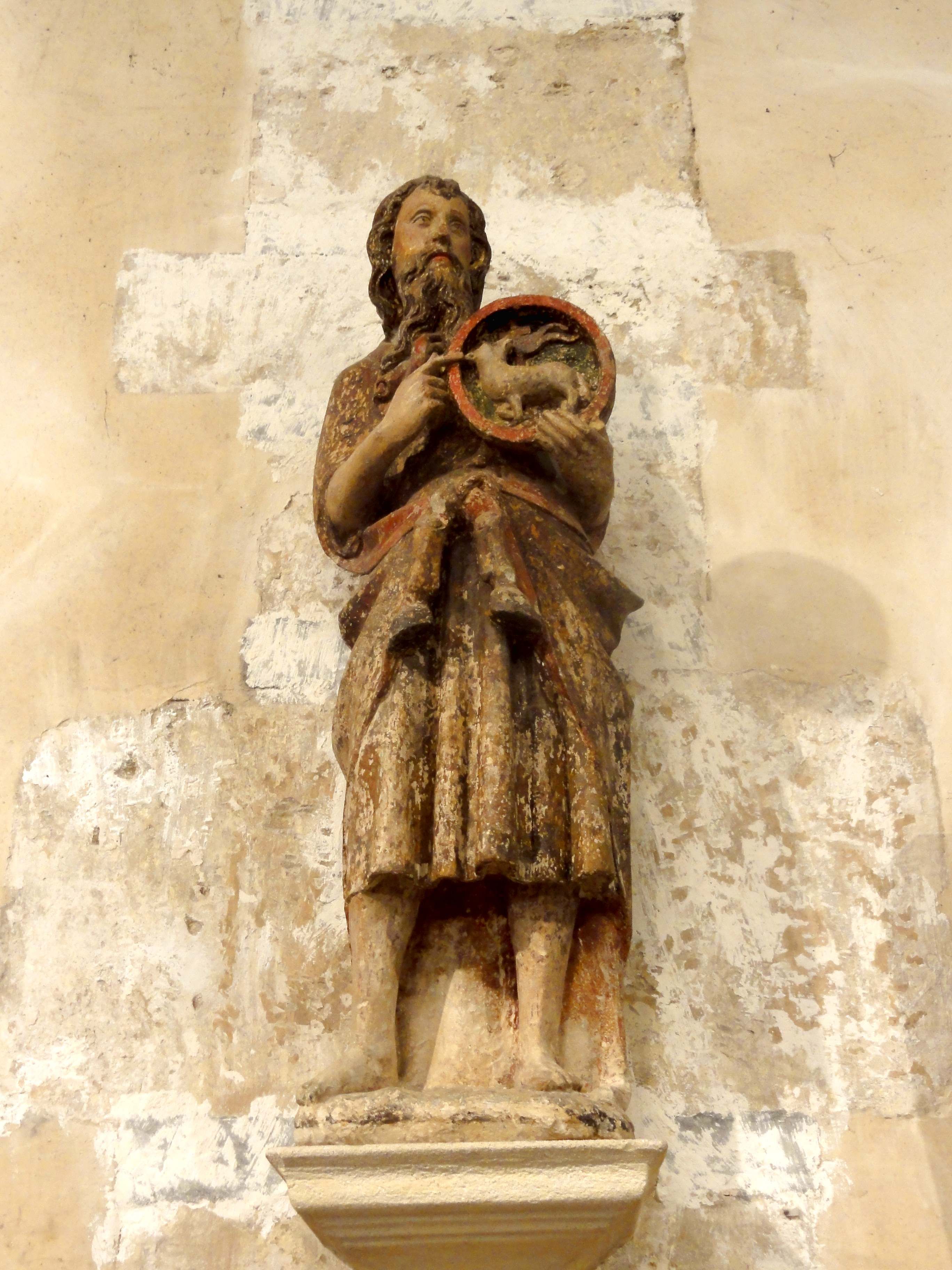
Skulptur Johannes der Täufer (um 1400) in der Kirche Notre-Dame-de-l’Assomption

- Monuments historiques (Objekte) in Vauréal in der Base Palissy des französischen Kultusministeriums